# Qusayy Saddam Hussein
Quṣayy Ṣaddām Hussein al-Tikriti, o Qusai (in arabo قصي صدام حسين‎?; Baghdad, 17 maggio 1966 – Mosul, 22 luglio 2003), è stato un politico e militare iracheno, secondo figlio dell'ex Presidente iracheno Saddam Hussein e di sua moglie nonché cugina di primo grado Sajida Talfah.
Venne nominato dal padre come suo erede nel 2000 (in precedenza l'erede era considerato il fratello maggiore di Quṣayy, Uday Hussein, fino a quando rimase ferito in un tentativo di assassinio nel 1996). Quṣayy era ritenuto a capo delle forze di sicurezza interna, forse del Servizio Segreto Iracheno (SSO), ed aveva qualche autorità anche sulla Guardia Repubblicana e su altre unità militari irachene.

## Biografia
Contrariamente al fratello Uday, noto per la sua stravaganza, Quṣayy mantenne sempre un basso profilo.

### Repressione degli sciiti

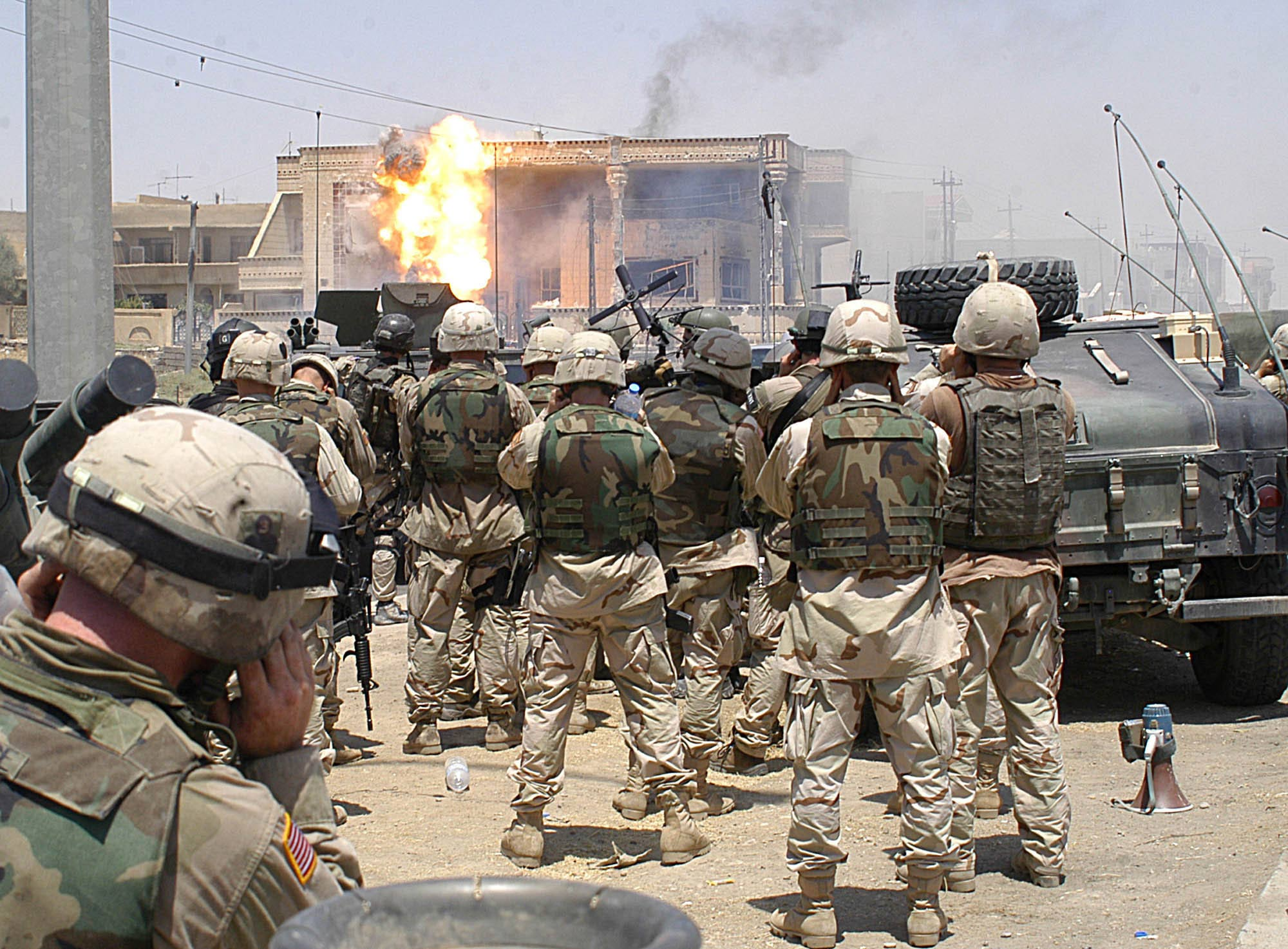
Le forze della U.S Army impegnate nel raid per la cattura di Uday e Qusay Hussein

Quṣayy Saddam Hussein giocò un ruolo fondamentale nella repressione della sollevazione sciita successiva alla Guerra del Golfo del 1991, e si ritiene che abbia pianificato la distruzione delle paludi meridionali dell'Iraq. La completa distruzione di queste paludi rovinò l'habitat di dozzine di specie di uccelli migratori, e pose fine al secolare stile di vita degli Arabi delle paludi (sciiti), che avevano reso questa regione la loro casa: il governo iracheno dichiarò che l'azione era intesa a ricavare terreni sfruttabili dall'agricoltura, mentre diversi osservatori esterni ritengono che la distruzione fosse indirizzata contro gli "arabi delle paludi", come vendetta per la loro partecipazione alle sollevazioni del 1991.
I dissidenti iracheni sostengono che Quṣayy fu responsabile dell'uccisione di molti attivisti politici. Il The Sunday Times (Londra) riportò che Quṣayy Saddam Hussein ordinò l'uccisione di Khalis Mohsen al-Tikriti, un ingegnere dell'organizzazione di industrializzazione dell'esercito, poiché Quṣayy riteneva che stesse progettando di lasciare l'Iraq. Nel 1998, i gruppi dell'opposizione irachena accusarono Quṣayy Saddam Hussein di aver ordinato l'esecuzione di migliaia di prigionieri politici, dopo che centinaia di carcerati vennero giustiziati sommariamente per far posto ai nuovi prigionieri nelle carceri sovraffollate. Gruppi come Human Rights Watch e Amnesty International non hanno mai riportato notizie simili.

### L'ultimatum
In risposta all'imminente invasione statunitense, nel marzo 2003, Saddam diede a Quṣayy il controllo sull'area di Baghdad-Tikrit, una delle quattro regioni militari. Il 17 marzo 2003, George W. Bush diede a Quṣayy Saddam Hussein 48 ore per lasciare la nazione assieme al fratello Uday e al padre Saddam, o fronteggiare la guerra in alternativa.
Il 22 luglio 2003 le truppe statunitensi della 101ª Divisione Aviotrasportata, appoggiate dalle forze speciali, uccisero Quṣayy, assieme a suo figlio e al suo fratello maggiore Uday, durante un raid in una casa nella città settentrionale di Mosul. Agendo su suggerimento di un iracheno non identificato, una squadra della Delta Force tentò di catturare gli abitanti della casa. Dopo essere state bersagliate con armi da fuoco, gli operatori delle forze speciali si ritirarono e richiesero supporto. Un centinaio di soldati americani, successivamente coadiuvati da elicotteri Kiowa e da un A-10 Thunderbolt II, circondarono la casa e aprirono il fuoco. Dopo tre ore di battaglia i soldati entrarono trovando quattro morti, tra cui i due fratelli, e altri tre uomini feriti.

### Morte e reazioni

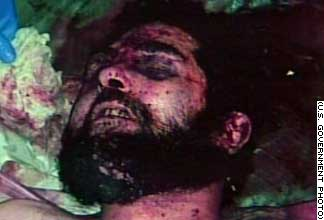
Il corpo di Qusay dopo la morte

Secondo alcune fonti giornalistiche (tra cui la BBC e il New York Times), molti degli abitanti di Baghdad celebrarono la morte dei fratelli con raffiche di colpi in aria (si deve notare che lo sparare in aria durante i funerali è molto comune nella cultura araba, e può significare sia festeggiamento che compianto). Comunque, la gioia per la morte di Quṣayy e Uday non fu universale, un corrispondente di Al-Jazeera definì la scomparsa dei fratelli un "crimine" eseguito a "sangue freddo".
Il 23 luglio 2003 il comando statunitense disse che due dei morti erano stati definitivamente individuati come i figli di Saddam Hussein, grazie ai calchi dei denti. Venne inoltre annunciato che l'informatore, forse il proprietario della casa, avrebbe ricevuto i 30 milioni di dollari messi come taglia sulla coppia.
Il 24 luglio 2003 vennero pubblicate le foto dei cadaveri dei due fratelli. Il comando militare statunitense dichiarò di aver permesso la pubblicazione delle foto per combattere le voci diffuse in Iraq secondo cui i due erano ancora vivi e l'intero episodio della loro morte era un falso.
Alcuni hanno criticato gli USA per aver creato un doppio standard con la pubblicazione delle foto, dato che l'Amministrazione Bush condannò Saddam per aver pubblicato foto dei soldati statunitensi morti durante il conflitto. I militari statunitensi risposero alle critiche facendo notare che non si trattava di normali combattenti morti, e che la conferma delle morti avrebbe "chiuso il dibattito" nella popolazione irachena.

### Sepoltura
Quṣayy è stato sepolto in un cimitero della zona di Tikrit accanto al figlio Mustafa, al fratello Uday e al padre Saddam. Quṣayy era l'asso di fiori nel famoso mazzo di carte dei ricercati del regime di Saddam.